# Kevin Curren
Kevin Melvyn Curren (* 2. března 1958 Durban) je bývalý jihoafrický tenista.
Je absolventem Texaské univerzity v Austinu a v roce 1979 se stal mistrem National Collegiate Athletic Association ve dvouhře. V roce 1985 přijal z důvodu mezinárodních sankcí proti režimu apartheidu v Jihoafrické republice americké občanství. Jeho nejlepším umístěním na žebříčku ATP bylo páté místo ve dvouhře a třetí místo ve čtyřhře. Je dvojnásobným grandslamovým finalistou ve dvouhře: na Australian Open 1984 prohrál s Matsem Wilanderem a ve Wimbledonu 1985 s Borisem Beckerem. Vyhrál mužskou čtyřhru na US Open 1982 spolu se Stevem Dentonem a ve smíšené čtyřhře získal spolu s Anne Smithovou titul na US Open 1981, Wimbledonu 1982 a US Open 1982. Po ukončení aktivní kariéry zastával post nehrajícího kapitána jihoafrické daviscupové reprezentace.

## Tituly ATP

### Dvouhra
- Johannesburg 1981
- Kolín nad Rýnem 1982
- Toronto 1985
- Atlanta 1986
- Frankfurt nad Mohanem 1989

## Grandslamová bilance
| Turnaj          | 1978 | 1979 | 1980 | 1981 | 1982 | 1983 | 1984 | 1985 | 1986 | 1987 | 1988 | 1989 | 1990 | 1991 | 1992 | SR     | W–L   |
| --------------- | ---- | ---- | ---- | ---- | ---- | ---- | ---- | ---- | ---- | ---- | ---- | ---- | ---- | ---- | ---- | ------ | ----- |
| Australian Open | A    | A    | A    | 2R   | A    | A    | F    | A    | NH   | 3R   | A    | A    | A    | A    | A    | 0 / 3  | 9–3   |
| French Open     | A    | A    | A    | A    | A    | A    | A    | A    | A    | A    | A    | A    | A    | A    | 2R   | 0 / 1  | 1-1   |
| Wimbledon       | A    | A    | 4R   | 2R   | 3R   | SF   | 4R   | F    | 1R   | 2R   | 1R   | 3R   | QF   | 2R   | 1R   | 0 / 13 | 28–13 |
| US Open         | 2R   | 2R   | A    | 4R   | 1R   | A    | 2R   | 1R   | 2R   | A    | 2R   | A    | 4R   | 2R   | 1R   | 0 / 11 | 12–11 |
| Výhry–Prohry    | 1–1  | 1–1  | 3–1  | 5–3  | 2–2  | 5–1  | 10–3 | 6–2  | 1–2  | 3–2  | 1–2  | 2–1  | 7–2  | 2–2  | 1–3  | 0 / 28 | 50–28 |